# تجميع (هواية)
الجمع هي هواية مورست في الماضي ولا تزال تمارس من قبل الكثيرين اليوم. يشمل الجمع عمليات البحث والعثور على الأدوات ومن ثم تنظيمها وفهرستها بشكل مرتب، كما يمكن عرضها أو تخزينها. تختلف نوعية الأدوات من هاوي جمع إلى آخر، فهناك من يحب جمع القطع الأثرية أو النادرة، وهناك من يجمع الكتب، وهناك من يفضل جمع طوابع البريد أو البطاقات أو غير ذلك.

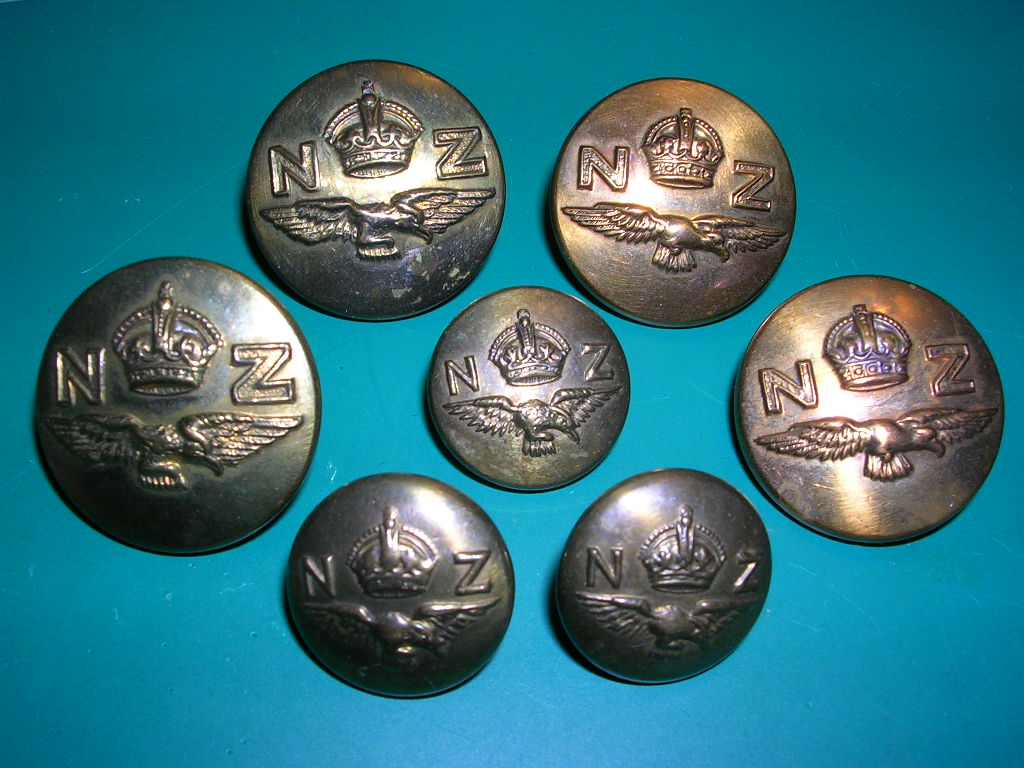
بعض القطع الاثرية المجمعة

الجمع هي أيضاً ممارسة وثقافة تعود للقدم، حيث قام البطالمة بجمع الكتب من مختلف أنحاء العالم في مكتبة الإسكندرية، بينما اهتمت عائلة ميديشي بجمع القطع الفنية تحت رعايتها الخاصة. واليوم تحتوي المتاحف حول العالم على العديد من الأغراض المجمعة والنادرة.